# Adrian Boult
Sir Adrian Cedric Boult, CH (/boʊlt/ 8 d'abril de 1889 – 22 de febrer de 1983) va ser un director d'orquestra britànic. Criat en una família mercantil pròspera, va continuar els seus estudis musicals a Anglaterra i a Leipzig, Alemanya, amb els primers treballs de direcció a Londres per a la Royal Opera House i la companyia de ballet de Serguei Diàguilev. El seu primer càrrec destacat va ser director de la City of Birmingham Orchestra el 1924. Quan la British Broadcasting Corporation el va nomenar director de música l'any 1930, va establir la BBC Symphony Orchestra i es va convertir en el director en cap. L'orquestra va establir estàndards d'excel·lència que només van rivalitzar a la Gran Bretanya amb la Orquestra Filharmònica de Londres (LPO), fundada dos anys més tard.
Obligat a deixar la BBC el 1950 en arribar a l'edat de jubilació, Boult es va convertir en director principal de l'Orquestra Filharmònica de Londres. L'orquestra havia decaigut des del seu punt àlgid als anys trenta, però sota la seva direcció va recuperar el seu èxit. Es va retirar com a director en cap el 1957 i més tard va acceptar el càrrec de president. Tot i que en l'última part de la seva carrera va treballar amb diverses altres orquestres, com ara la Orquestra Simfònica de Londres, la Philharmonia Orchestra, la Royal Philharmonic Orchestra i la seva antiga orquestra, la BBC Symphony, va ser l'Orquestra Filharmònica de Londres amb la qual es va relacionar principalment, dirigint-la en concerts i enregistraments fins al 1978, en el que es va anomenar àmpliament el seu "Estiuet de Sant Martí".
Boult era conegut per la seva defensa de la música britànica. Va fer la primera interpretació de The Planets del seu amic Gustav Holst, i va presentar noves obres d'⁣Elgar, Bliss, Britten, Delius, Rootham, Tippett, Vaughan Williams i Walton, entre d'altres. Durant els seus anys a la BBC, va presentar obres de compositors estrangers, com Bartók, Berg, Stravinski, Schönberg i Webern. Un home modest al qual no li agradava el protagonisme, Boult es va sentir tan còmode a l'estudi de gravació com a la plataforma de concerts, fent enregistraments al llarg de la seva carrera. Des de mitjans de la dècada de 1960 fins a la seva jubilació després de les seves últimes sessions el 1978, va gravar àmpliament per a EMI. A més d'una sèrie d'enregistraments que s'han mantingut al catàleg durant tres o quatre dècades, el llegat de Boult inclou la seva influència en directors destacats de les generacions posteriors, com Colin Davis i Vernon Handley.

## Biografia

### Primers anys de vida

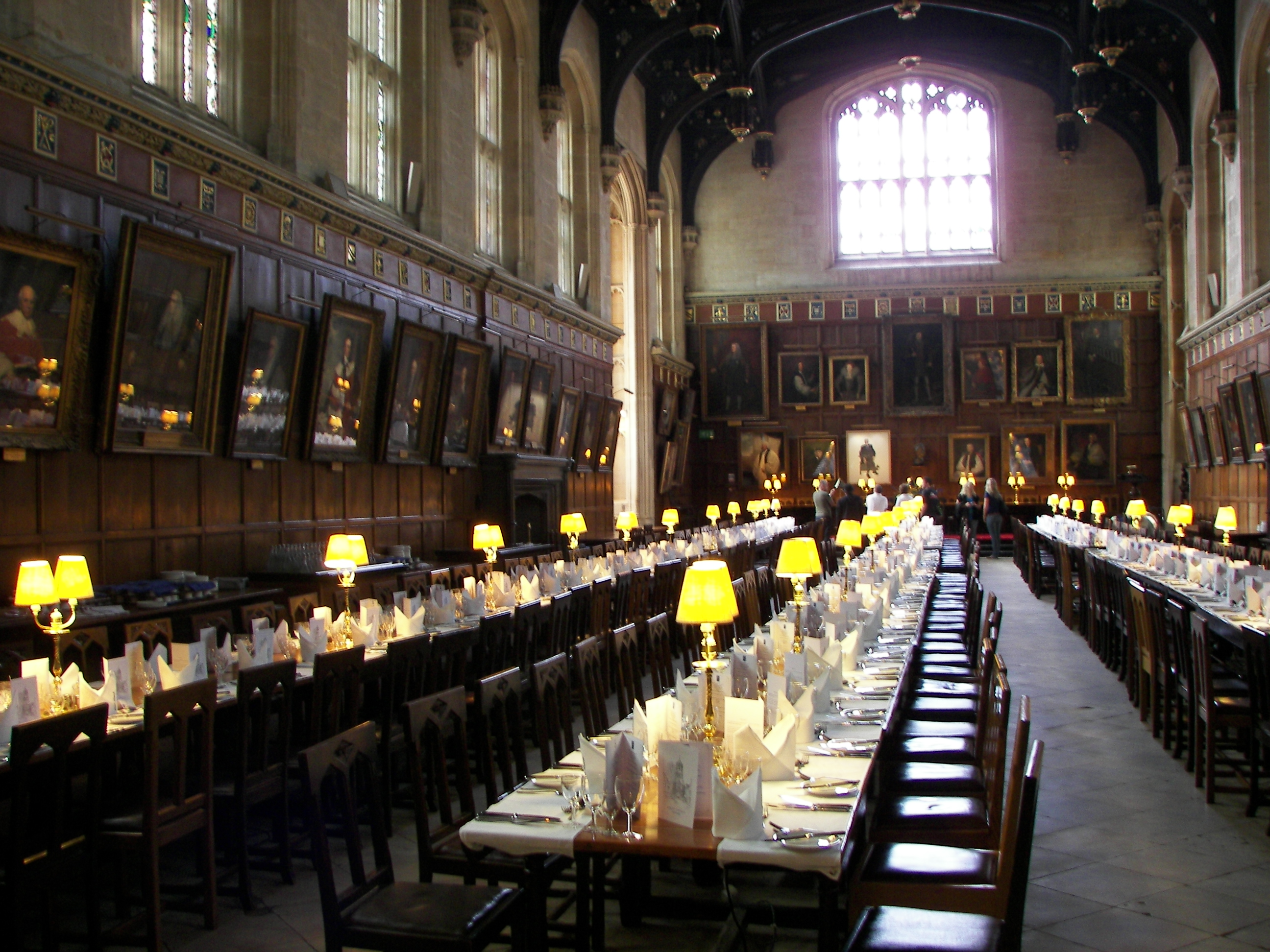
Christ Church, Oxford, on Boult va ser estudiant 1908-1912

Boult va néixer a Chester, Cheshire, segon fill i fill únic de Cedric Randal Boult (1853–1950) i de la seva dona, Katharine Florence (nascuda Barman; morta el 1927).
Cedric Boult era jutge de pau i un home de negocis d'èxit relacionat amb el transport marítim de Liverpool i el comerç del petroli; Cedric i la seva família tenien "una perspectiva liberal unitària sobre assumptes públics" amb un historial de filantropia.
Quan Boult tenia dos anys, la família es va traslladar a Blundellsands, on va rebre una educació musical. Des de petit va assistir a concerts a Liverpool, dirigits sobretot per Hans Richter. Va estudiar a la Westminster School de Londres, on en el seu temps lliure va assistir a concerts dirigits, entre d'altres, per Sir Henry Wood, Claude Debussy, Arthur Nikisch, Fritz Steinbach i Richard Strauss. El seu biògraf, Michael Kennedy, escriu: "Pocs escolars poden haver assistit a tantes actuacions d'artistes destacats com les que Boult va escoltar entre el 1901 i l'octubre del 1908, quan va ingressar a Christ Church, Oxford". Quan encara era escolar, Boult va conèixer el compositor Edward Elgar a través de Frank Schuster, un amic de la família.
A la Christ Church College d'⁣Oxford, on va ser estudiant de grau des de 1908 fins a 1912, Boult va estudiar història però després va canviar a música, en què el seu mentor va ser l'acadèmic musical i director d'orquestra. Hugh Allen. Entre els amics musicals que va fer a Oxford hi havia Ralph Vaughan Williams, que es va convertir en un amic de tota la vida.
El 1909, Boult va presentar un article a un grup musical d'Oxford, l'Oriana Society, titulat Some Notes on Performance, en el qual estableix tres preceptes per a una interpretació ideal: l'observació dels desitjos del compositor, la claredat mitjançant l'èmfasi en l'equilibri i l'estructura, i l'efecte de la música feta sense esforç aparent. Aquests principis rectors van durar durant tota la seva carrera. Va ser president del University Musical Club l'any 1910, però els seus interessos no es van limitar completament a la música: era un aficionat a remar, amb el seu vaixell universitari a Henley, i durant tota la seva vida va romandre membre del Leander Club.
Boult es va graduar l'any 1912, amb una titulació bàsica "aprovada". Va continuar la seva formació musical al Conservatori de Leipzig el 1912–1913. El músic Hans Sitt era l'encarregat de la classe de direcció, però la principal influència de Boult va ser Nikisch. Més tard va recordar: "Vaig anar a tots els seus assajos i concerts [de Nikisch] a la Gewandhaus... Tenia una tècnica de batuta sorprenent i un gran domini de l'orquestra: tot estava indicat amb una precisió absoluta. Però n'hi havia d'altres que eren intèrprets més grans."
Boult admirava Nikisch "no tant pel seu talent musical, com pel seu increïble poder de dir el que volia amb una mica de fusta. Parlava molt poc". Aquest estil estava d'acord amb l'opinió de Boult que "tots els directors haurien d'anar vestits amb un Tarnhelm invisible que faci possible gaudir de la música sense veure cap de les excentricitats que es produeixen". Va cantar en festivals corals i al Festival de Leeds de 1913, on va veure la direcció de Nikisch. Allà va conèixer George Butterworth i altres compositors britànics. Més tard aquell mateix any, Boult es va unir al personal musical de la Royal Opera House, Covent Garden, on la seva feina més important va ser col·laborar amb la primera producció britànica del Parsifal de Wagner i fer "feines ocasionals amb senyals d'il·luminació" mentre Nikisch dirigia l'Anell. cicle.

### Primer treball de direcció
Boult va debutar com a director professional el 27 de febrer de 1914 al West Kirby Public Hall, amb membres de la Liverpool Philharmonic Orchestra. El seu programa comprenia obres orquestrals de Bach, Butterworth, Mozart, Schumann, Wagner i Hugo Wolf, intercalades amb àries de Mozart i Verdi cantades per Agnes Nicholls.
Boult va ser declarat mèdicament no apte per al servei militar actiu durant la Primera Guerra Mundial, i fins al 1916 va servir com a oficial de servei en una unitat de reserva. Va ser contractat per l'⁣Oficina de Guerra com a traductor (parlava bé l'alemany, el francès i l'italià). En el seu temps lliure, organitzava i dirigia concerts, alguns dels quals subvencionats pel seu pare, amb l'objectiu de donar feina a músics d'orquestra i portar la música a un públic més ampli.
Just abans de l'Armistici, Gustav Holst va irrompre a la meva oficina: "Adrian, la YMCA m'està enviant a Salònica ben aviat i Balfour Gardiner, beneït sigui el seu cor, m'ha fet un regal de comiat que consisteix en el Queen's Hall, amb tota l'Orquestra del Queen's Hall durant tot un diumenge al matí. Així que farem "The Planets" i tu l'has de dirigir."
El 1918, Boult va dirigir l'⁣Orquestra Simfònica de Londres en una sèrie de concerts que van incloure importants obres britàniques recents. Entre ells hi havia l'estrena d'una versió revisada de A London Symphony de Vaughan Williams, una actuació que va ser "més aviat espatllada per un raid de Zeppelin". La seva estrena més coneguda d'aquest període va ser The Planets de Holst. Boult va dirigir la primera actuació el 29 de setembre de 1918 a una audiència d'unes 250 persones. Holst va escriure més tard a la seva còpia de la partitura: "Aquesta còpia és propietat d'Adrian Boult, que va fer que The Planets brillessin en públic i, per tant, es va guanyar l'agraïment de Gustav Holst".
Elgar va ser un altre compositor que tenia motius per estar agraït a Boult. La seva Segona Simfonia havia rebut, des de la seva estrena nou anys abans, poques interpretacions. Quan Boult la va dirigir al Queen's Hall el març de 1920 amb "grans aplaudiments" i "entusiasme frenètic", el compositor li va escriure: "Amb els sons ressonant-me a les orelles, envio una paraula d'agraïment per la teva magnífica direcció de la Simf. ... Sento que la meva reputació en el futur està segura a les teves mans." L'amic i biògraf d'Elgar, el violinista WH Reed, va escriure que la interpretació de Boult de l'obra oblidada d'Elgar va portar "la grandesa i la noblesa de l'obra" a l'atenció d'un públic més ampli.
Boult va assumir una gran varietat de treballs de direcció en els anys posteriors a la guerra. El 1919, va succeir a Ernest Ansermet com a director musical de la companyia de ballet de Serguei Diàguilev. Tot i que Ansermet va donar a Boult tota l'ajuda que va poder en els seus preparatius, hi havia catorze ballets en el repertori de la companyia, cap dels quals Boult coneixia. En poc temps, Boult va ser obligat a dominar partitures com Petruixka, L'ocell de foc, Xekherazada, La Boutique fantasque i The Good-Humoured Ladies.
El 1921, Boult va dirigir l'Orquestra Simfònica Britànica per a l'Opera Week de Vladimir Rosing a l'Aeolian Hall. També va ocupar un càrrec acadèmic. Quan Hugh Allen va succeir a Sir Hubert Parry com a director del Royal College of Music, va convidar Boult a començar una classe de direcció semblant a la de Leipzig, la primera classe d'aquest tipus a Anglaterra. Boult va dirigir les classes de 1919 a 1930. L'any 1921 es va doctorar en Música.
Quan Raymond Roze, el fundador de l'⁣Orquestra Simfònica Britànica va morir el març de 1920, Boult va agafar el relleu. Va dirigir l'orquestra, formada per músics professionals que havien servit a l'exèrcit durant la Primera Guerra Mundial, en una sèrie de concerts al Kingsway Hall.

### Birmingham
El 1923 Boult va dirigir la primera temporada dels concerts infantils de Robert Mayer, però la seva participació en la temporada següent va ser impedida pel seu nomenament el 1924 com a director de la Birmingham Festival Choral Society. Això el va portar a convertir-se en director musical de la Orquestra Simfònica de la Ciutat de Birmingham, on va romandre al capdavant durant sis anys, atraient l'atenció generalitzada amb els seus programes aventurers.
L'avantatge del lloc a Birmingham era que, per primera vegada a la seva vida, Boult no només tenia la seva pròpia orquestra, sinó també el control total de la programació; l'única vegada a la seva vida, va dir més tard, que això va ser així. Els desavantatges eren que l'orquestra no tenia un finançament adequat, els locals disponibles (inclòs l'Ajuntament) eren insatisfactoris, el crític musical del Birmingham Post, AJ Symons, era una espina constant al costat de Boult i el públic local que assistia als concerts era de gustos conservadors. Malgrat aquest conservadorisme, Boult va programar tanta música innovadora com va ser possible, incloent-hi obres de Mahler, Stravinski i Bruckner. Aquestes sortides del repertori que esperaven els assistents habituals als concerts van deprimir els ingressos de taquilla, i van requerir subvencions de benefactors privats, inclosa la família de Boult.
Mentre estava a Birmingham, Boult va tenir l'oportunitat de dirigir diverses òperes, principalment amb la British National Opera Company, per a la qual va dirigir Die Walküre i Otello. També va dirigir una àmplia gamma d'òperes de compositors com Purcell, Mozart i Vaughan Williams. El 1928 va succeir a Vaughan Williams com a director del Bach Choir de Londres, càrrec que va ocupar fins al 1931.

### Orquestra Simfònica de la BBC

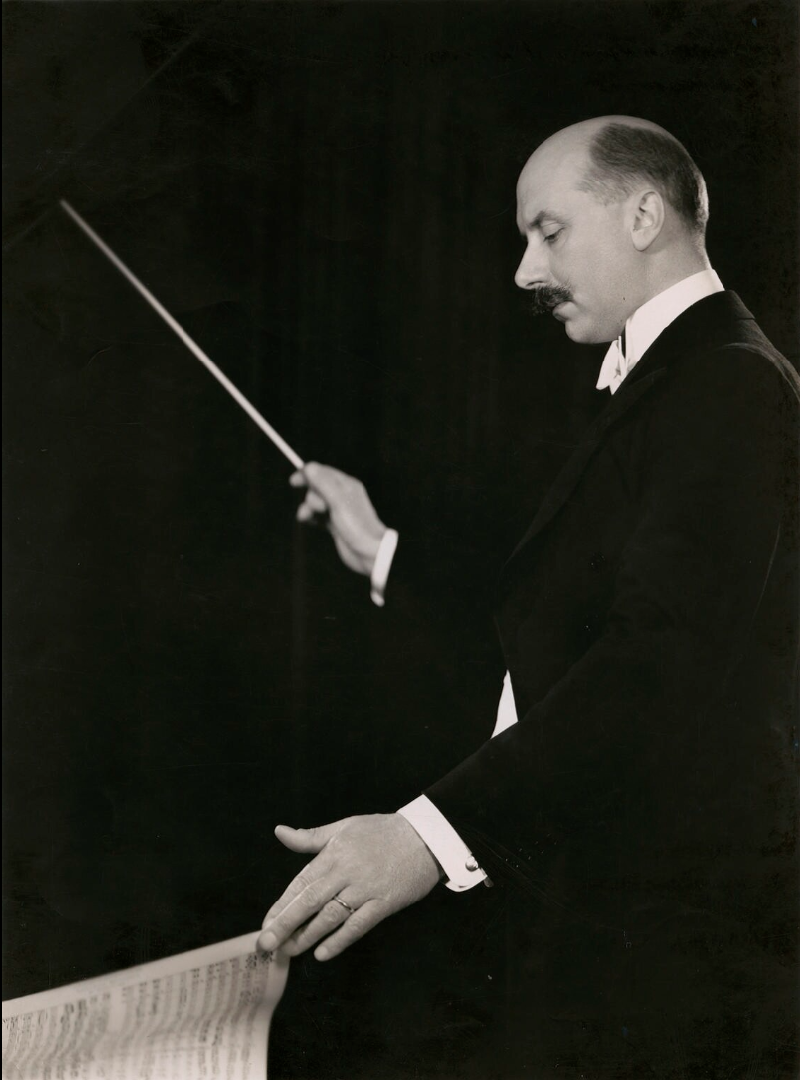
Adrian Boult el 1935

Les visites a Londres de l'⁣Orquestra Hallé i, en particular, de la Filharmònica de Berlín sota la direcció de Wilhelm Furtwängler el 1929, havien posat de manifest els nivells relativament pobres de les orquestres londinenques. Sir Thomas Beecham i el director general de la BBC Sir John Reith estaven disposats a establir una orquestra simfònica de primera classe, i van acordar en principi fer-ho conjuntament. Només es va reclutar un nombre reduït de músics principals abans que les negociacions fracassessin. Beecham es va retirar, i amb Malcolm Sargent aviat va establir la rival Orquestra Filharmònica de Londres.
El 1930 Boult va tornar a Londres per succeir a Percy Pitt com a director musical de la BBC. En assumir el càrrec, Boult i el seu departament van reclutar prou músics per aconseguir el complement de la nova orquestra simfònica de la BBC a 114. Un nombre substancial d'aquests intèrprets van actuar als Promenade Concerts de 1930 amb Sir Henry Wood, i l'Orquestra Simfònica de la BBC va fer el seu primer concert el 22 d'octubre de 1930, dirigit per Boult al Queen's Hall. El programa constava de música de Wagner, Brahms, Saint-Saëns i Ravel. Dels 21 programes de la primera temporada de l'orquestra, Boult va dirigir-ne nou i Wood cinc.

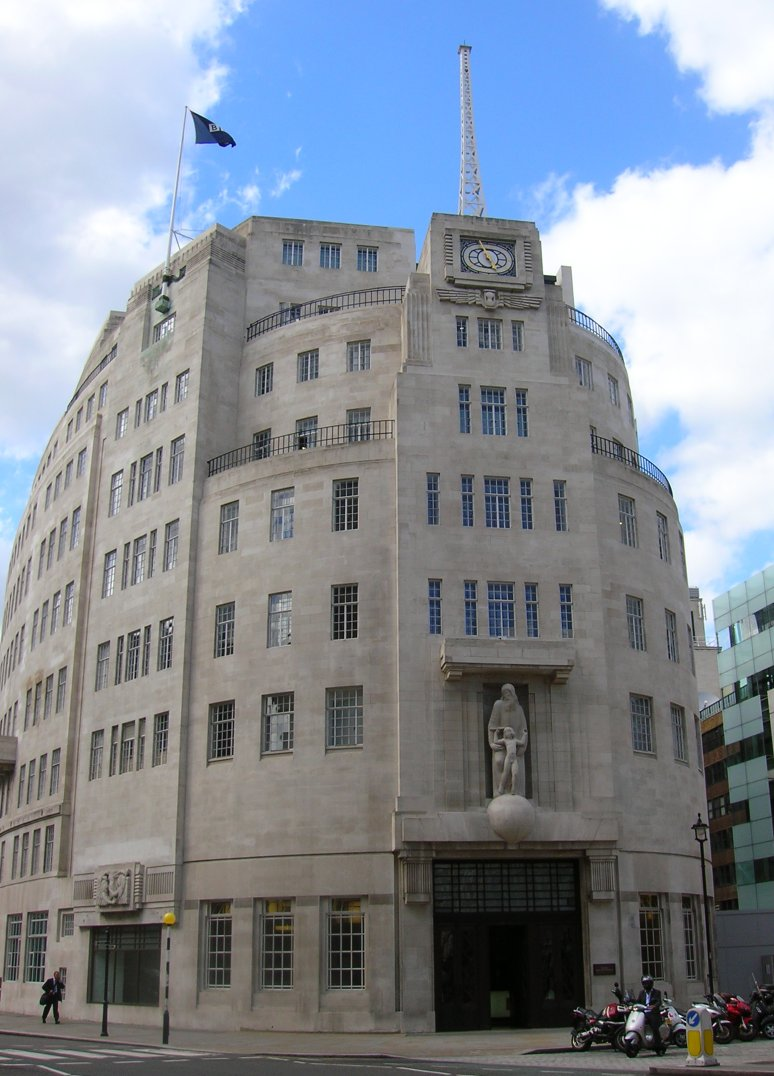
Broadcasting House, Londres, seu de la BBC, on Boult va ser director musical de 1930 a 1942

Les crítiques de la nova orquestra van ser entusiastes. The Times va escriure sobre la seva "virtuositat" i sobre l'"excel·lent" direcció de Boult. The Musical Times va comentar: "La vanaglòria de la BBC que tenia la intenció de reunir una orquestra de primera classe no va ser ociosa" i va parlar d'"il·lusió" en tocar. The Observer va qualificar la interpretació de "del tot magnífica" i va dir que Boult "es mereix un instrument d'aquest gran calibre per treballar, i l'orquestra mereix un director amb la seva eficàcia i perspicàcia". Després dels concerts inicials, els seus assessors van dir a Reith que l'orquestra havia tocat millor per a Boult que ningú. Reith li va preguntar si volia assumir la direcció en cap i, en cas afirmatiu, si renunciaria com a director de música o ocuparia els dos càrrecs simultàniament. Boult va optar per aquest últim. Més tard va dir que aquesta va ser una decisió precipitada i que no hauria pogut mantenir els dos papers alhora sense els esforços del seu personal del departament de música, que incloïa Edward Clark, Julian Herbage i Kenneth Wright.
Durant la dècada de 1930, l'Orquestra Simfònica de la BBC es va fer famosa pel seu alt nivell de reproducció i per les actuacions de Boult amb música nova i desconeguda. Com Henry Wood abans que ell, Boult considerava com el seu deure donar les millors interpretacions possibles d'una àmplia gamma de compositors, inclosos aquells les obres dels quals no li fossin personalment agradables. El seu biògraf, Michael Kennedy, escriu que hi havia una llista molt curta de compositors les obres dels quals Boult es va negar a dirigir, "però seria difícil deduir qui eren". El treball pioner de Boult amb la BBC va incloure una primera interpretació de les Variacions de Schoenberg, op. 31, estrenes britàniques, incloses l'òpera Wozzeck d'⁣Alban Berg i Three Movements from the Lyric Suite i estrenes mundials, inclosa la Simfonia núm. 4 en fa menor de Vaughan Williams i el Concert per a dos pianos i orquestra de Bartók. Va presentar la Novena Simfonia de Mahler a Londres el 1934, i el Concert per a orquestra de Bartók el 1946. Boult va convidar Anton Webern a dirigir vuit concerts de la BBC entre 1931 i 1936.

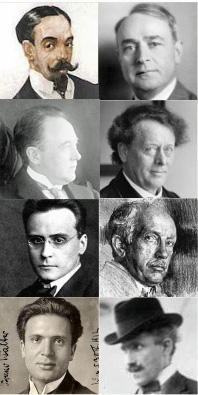
Directors convidats per Boult als anys 30: des de dalt a l'esquerra, en sentit horari, Beecham, Koussevitzky, Mengelberg, Richard Strauss, Toscanini, Walter, Webern, Weingartner.

L'excel·lència de l'orquestra de Boult va atreure els principals directors internacionals. En la seva segona temporada, els directors convidats van incloure Richard Strauss, Felix Weingartner i Bruno Walter, seguits, en temporades posteriors, per Serge Koussevitzky, Thomas Beecham i Willem Mengelberg. Arturo Toscanini, considerat aleshores com el principal director mundial, va dirigir l'orquestra de la BBC el 1935 i va dir que era la millor que havia dirigit mai. Va tornar per dirigir l'orquestra els anys 1937, 1938 i 1939.
Durant aquest període, Boult va acceptar algunes direccions internacionals com a director convidat, actuant amb la Filharmònica de Viena, la Simfònica de Boston i la Filharmònica de Nova York. Els anys 1936 i 1937 va dirigir gires europees amb l'Orquestra Simfònica de la BBC, fent concerts a Brussel·les, París, Zúric, Budapest i Viena, on van ser especialment ben rebuts. Durant els seus anys a la BBC, Boult no va perdre del tot el contacte amb el món de l'òpera i les seves interpretacions de Die Walküre al Covent Garden el 1931 i Fidelio al Sadler's Wells Theatre el 1930 es van considerar excepcionals.

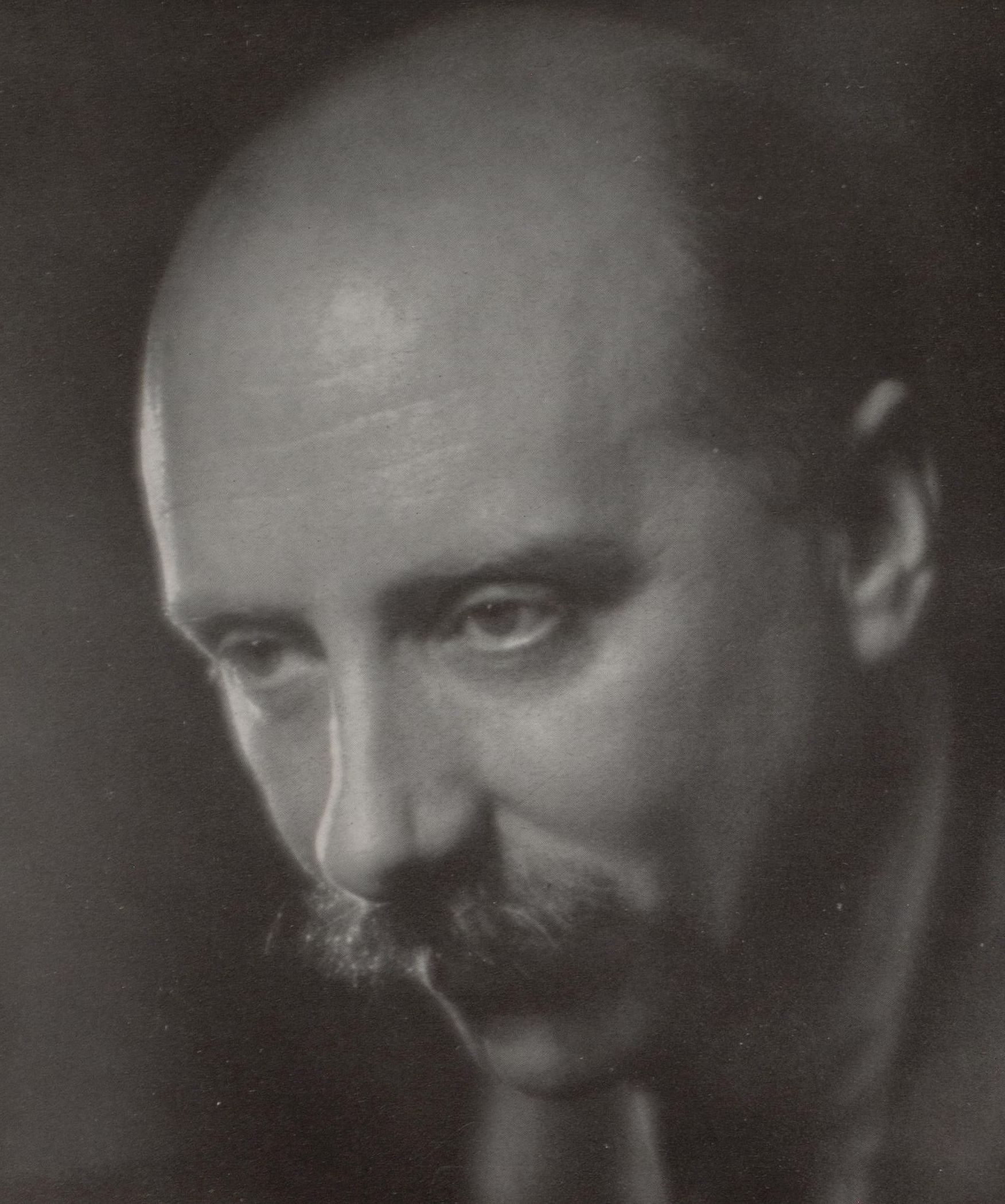
Adrian Boult el 1938

Durant molts anys, Boult havia estat un amic íntim del tenor Steuart Wilson i de la seva dona Ann, de soltera Bowles. Quan, a finals de la dècada de 1920, Wilson va començar a maltractar la seva dona, Boult es va posar del costat d'ella. Es va divorciar de Wilson el 1931. El 1933, Boult va sorprendre els que coneixien la seva notòria timidesa amb les dones en casar-se amb ella i convertir-se en un padrastre molt estimat dels seus quatre fills; el matrimoni va durar la resta de la seva vida. L'enemistat que va provocar amb Wilson va tenir repercussions en la carrera posterior de Boult. L'estigma associat al divorci a la Gran Bretanya als anys trenta va afectar la carrera de Wilson, però no la de Boult: a Wilson se li va prohibir actuar a les catedrals angleses al Three Choirs Festival, però Boult va ser convidat a dirigir l'orquestra a l'abadia de Westminster per a la coronació de Jordi VI el 1937.
Durant la Segona Guerra Mundial, l'Orquestra Simfònica de la BBC va ser evacuada primer a Bristol, on va patir un bombardeig, i més tard a Bedford. Boult es va esforçar per mantenir els estàndards i la moral mentre va perdre músics clau. Entre 1939 i el final de la guerra, quaranta músics van marxar al servei actiu o a altres activitats. El 1942 Boult va dimitir com a director de música de la BBC, mentre continuava sent director en cap de l'Orquestra Simfònica de la BBC. Aquest moviment, fet com un favor al compositor Arthur Bliss per oferir-li una feina adequada en temps de guerra, més tard va ser el que va precipitar la caiguda de Boult a la BBC. Mentrestant, va fer enregistraments de la Segona Simfonia d'Elgar, The Planets de Holst i Job, A Masque for Dancing de Vaughan Williams. Al final de la guerra, Boult "va trobar un canvi d'actitud cap a l'orquestra als nivells més alts de la BBC". Reith ja no era director general, i sense el seu suport Boult va haver de lluitar dur per restaurar l'orquestra a la seva glòria d'abans de la guerra.
El 29 de setembre de 1946 Boult va dirigir la nova Festival Overture de Britten, per inaugurar el tercer programa de la BBC. Per a aquest canal cultural innovador, Boult es va preocupar en projectes pioners, com ara l'estrena britànica de la Tercera Simfonia de Mahler. El Times va dir més tard sobre aquest període: "El Tercer Programa no hauria pogut tenir l'abast que el va fer famós musicalment sense Boult". No obstant això, els dies de la BBC de Boult estaven comptats. Quan va ser nomenat el 1930, Reith li havia promès informalment que estaria exempt de la regla de la BBC que el personal s'havia de jubilar a 60 anys. Tanmateix, Reith havia abandonat la BBC el 1938 i la seva promesa no va tenir cap pes amb els seus successors. El 1948 Steuart Wilson va ser nomenat cap de música de la BBC, el càrrec que abans ocupaven Boult i Bliss. Va deixar clar des de l'inici del seu nomenament que tenia la intenció que Boult hauria de ser substituït com a director en cap, i va utilitzar la seva autoritat per insistir en la retirada forçada de Boult. El director general de la BBC en aquell moment, Sir William Haley, no era conscient de l'animadversió de Wilson contra Boult i més tard va reconèixer, en un homenatge radiofònic a Boult, que havia "escoltat consells poc encertats per retirar-lo." Quan es va retirar el 1950, Boult havia fet 1.536 emissions.

### Filharmònica de Londres
Després que va quedar clar que Boult hauria d'abandonar la BBC, Thomas Russell, el director gerent de l'Orquestra Filharmònica de Londres (LPO), li va oferir el càrrec de director principal de la LPO en successió a Eduard van Beinum. A la dècada de 1930 la LPO havia florit, però des de la marxa de Beecham el 1940, havia lluitat per sobreviure. Boult era molt conegut per l'orquestra, després d'haver estat un dels músics que van acudir en la seva ajuda el 1940. Va assumir el càrrec de director en cap de l'LPO el juny de 1950, immediatament després de deixar la BBC, i es va llançar a la tasca de reconstruir-la. En els primers anys de la seva direcció, les finances de l'LPO eren perilloses, i Boult va subvencionar l'orquestra amb els seus propis fons durant algun temps. La necessitat de guanyar diners va obligar l'orquestra a tocar molts més concerts que els seus rivals. A la temporada 1949–50, l'LPO va donar 248 concerts, en comparació amb 55 de l'Orquestra Simfònica de la BBC i 103 de l'Orquestra Simfònica de Londres i els 32 de les orquestres Philharmonia i Royal Philharmonic.

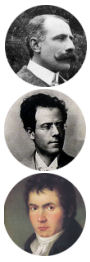
Elgar (a dalt), Mahler i Beethoven (a baix), van ser els primers enregistraments de Boult amb la LPO

Tot i que havia treballat àmpliament a l'estudi per a la BBC, fins a aquest moment Boult només havia gravat una part del seu ampli repertori per al gramòfon. Amb l'LPO va començar una sèrie d'enregistraments comercials que van continuar a un ritme variable durant la resta de la seva vida laboral. Els seus primers enregistraments junts van ser Falstaff d'Elgar, Lieder eines fahrenden Gesellen de Mahler amb la mezzosoprano Blanche Thebom i la Primera Simfonia de Beethoven. El treball del nou equip va ser rebut amb aprovació pels crítics. Sobre l'Elgar, The Gramophone va escriure: "No he sentit cap altre director apropar-se a l'actuació [de Boult]... La seva orquestra recentment adoptada respon admirablement". A The Manchester Guardian, Neville Cardus va escriure: "Ningú millor que Sir Adrian Boult per exposar els continguts subtilment mesclats d'aquesta obra mestra".
El gener de 1951 Boult i l'LPO van fer una gira per Alemanya, qualificada per Kennedy d'"extenuant", amb 12 concerts en 12 dies successius. Les simfonies que van tocar van ser Setena de Beethoven, la <i id="mwAfA">Londres</i> de Haydn, la núm. 104, la Primera de Brahms, la Quarta de Schumann i la <i id="mwAfQ">do major</i> de Schubert. Les altres obres van ser Introduction and Allegro d'Elgar, La música de balletThe Perfect Fool de Holst, Don Juan de Richard Strauss i L'ocell de foc de Stravinski.
El 1952, l'LPO va negociar un contracte de cinc anys amb Decca Records, que va ser inusualment gratificant per a l'orquestra, donant-li una comissió del 10% sobre la majoria de les vendes. A més d'això, Boult sempre va aportar la seva part dels honoraris de gravació als fons de l'orquestra. El mateix any, l'LPO va sobreviure a una crisi quan Russell va ser destituït com a director general. Era un membre declarat del partit comunista⁣. Quan va començar la Guerra Freda, alguns membres influents de l'LPO van sentir que les afiliacions polítiques privades de Russell van comprometre l'orquestra i van pressionar perquè la destitució. Boult, com a director en cap de l'orquestra, va defensar Russell, però quan les coses van arribar a un punt final, Boult va deixar de protegir-lo. Privat d'aquest suport crucial, Russell es va veure obligat a sortir. Kennedy especula que el canvi d'opinió de Boult es va deure a una convicció creixent que l'orquestra estaria "greument en perill econòmic" si Russell es mantenia al càrrec. Un escriptor posterior, Richard Witts, suggereix que Boult va sacrificar Russell perquè creia que fer-ho augmentaria les possibilitats de l'LPO de ser nomenada orquestra resident al Royal Festival Hall.
El 1953, Boult es va fer càrrec de nou de la música orquestral en una coronació, dirigint un conjunt format per orquestres del Regne Unit durant la coronació d'⁣Isabel II. Durant els actes, va dirigir les primeres representacions de Processional de Bliss i la marxa de Walton Orb and Sceptre. El mateix any va tornar als Proms després d'una absència de tres anys, dirigint l'LPO. Les crítiques van ser barrejades: The Times va trobar una simfonia de Brahms "més aviat incolora, imprecisa i poc inspiradora", però va elogiar Boult i l'actuació de l'orquestra de The Planets. El mateix any, l'orquestra va celebrar el seu 21è aniversari, donant una sèrie de concerts al Festival Hall i al Royal Albert Hall en què Boult es va unir a directors convidats com Paul Kletzki, Jean Martinon, Hans Schmidt-Isserstedt, Georg Solti, Walter Susskind. i Vaughan Williams.

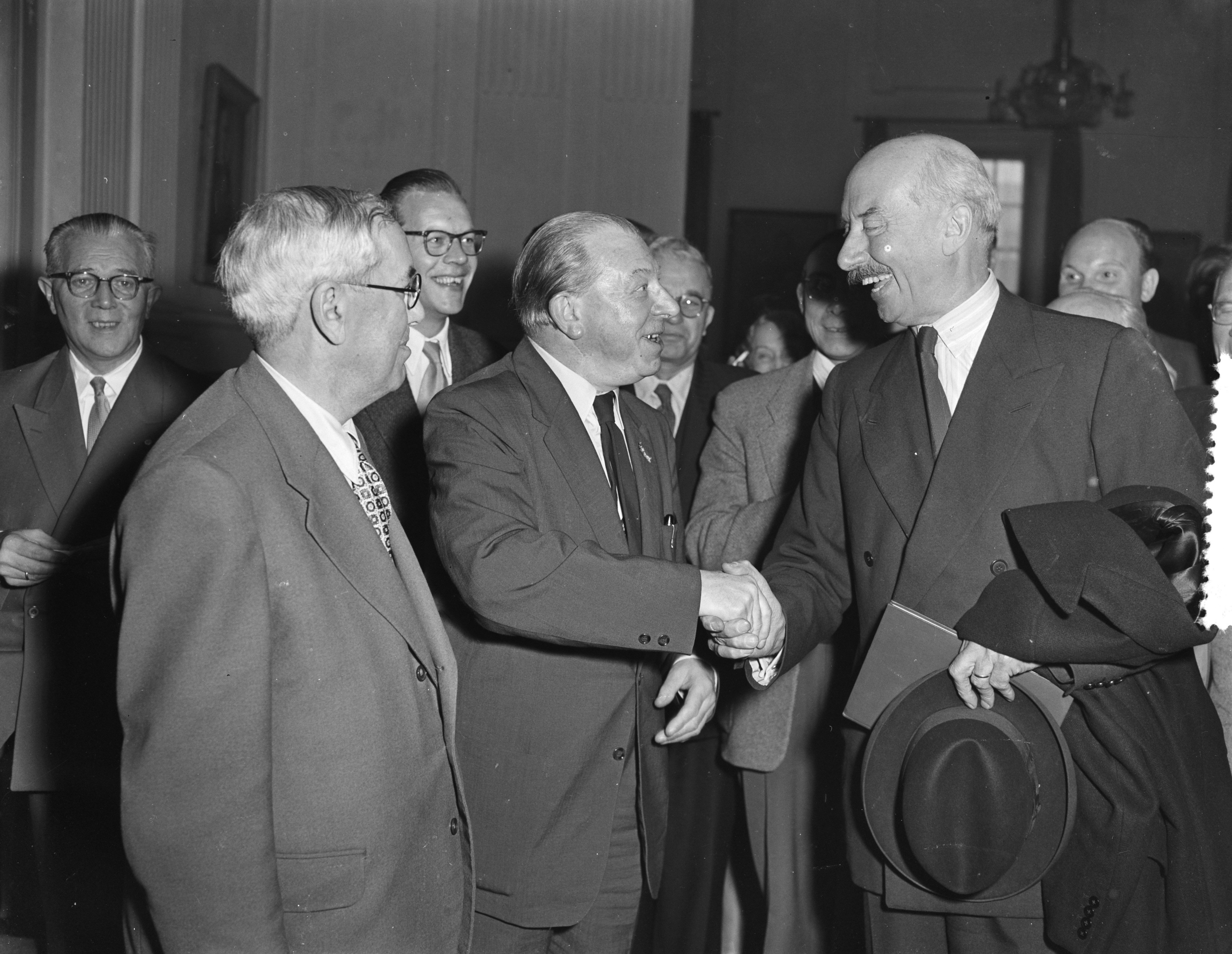
Adrian Boult (dreta) felicita a Jaap Stotijn (1955)

El 1956 Boult i l'LPO van visitar Rússia. Boult no volia anar de gira perquè volar li feia mal a les orelles, i els llargs viatges per terra li feien mal a l'esquena. Les autoritats soviètiques van amenaçar de cancel·lar la gira si ell no la liderava, i es va sentir obligat a anar-hi. L'LPO va oferir nou concerts a Moscou i quatre a Leningrad. Els directors assistents de Boult van ser Anatole Fistoulari i George Hurst . Els quatre programes de Boult a Moscou incloïen la Quarta i Cinquena Simfonia de Vaughan Williams, The Planets de Holst, el Concert per a violí de Walton (amb Alfredo Campoli com a solista) i la Gran Simfonia en Do major de Schubert. Mentre es trobaven a Moscou, Boult i la seva dona van visitar l'⁣Òpera Bolxoi i van ser convidats a la festa del 50è aniversari del compositor Dmitri Xostakóvitx.
Després de la gira russa, Boult va dir a l'LPO que volia renunciar a la direcció principal. Va continuar sent el director principal de l'orquestra fins que el seu successor William Steinberg va assumir el càrrec el 1959. Després de la sobtada renúncia d'⁣Andrzej Panufnik de l'Orquestra Simfònica de la Ciutat de Birmingham (CBSO), Boult va tornar com a director principal de la CBSO per a la temporada 1959–1960. Aquesta va ser la seva darrera direcció en cap, tot i que va romandre estretament associat amb l'LPO com a president i director convidat fins a la seva jubilació.

### Darrers anys
Després de deixar la direcció en cap de l'LPO, Boult va ser, durant uns anys, menys demandat a l'estudi de gravació i a la sala de concerts. No obstant això, va ser convidat a dirigir a Viena, Amsterdam i Boston. El 1964 no va fer cap gravació, però el 1965 va iniciar una associació amb Lyrita records, un segell independent especialitzat en música britànica. El mateix any va reprendre la gravació per a EMI després d'una pausa de sis anys. Les celebracions pel seu vuitanta aniversari l'any 1969 també van augmentar el seu perfil en el món musical. Després de la mort del seu col·lega Sir John Barbirolli el 1970, Boult va ser vist com "l'únic supervivent d'una gran generació" i un vincle viu amb Elgar, Vaughan Williams i Holst. En paraules de The Guardian, "va ser quan va arribar a la seva setantena tardana que es va desenvolupar la fase final i més esplendorosa de la seva carrera." Va deixar d'acceptar invitacions a l'estranger, però va dirigir a les principals ciutats britàniques, així com al Festival i Albert Halls i va començar el que sovint s'anomena "Estiuet de sant Martí" a la sala de concerts i l'estudi de gravació. Va aparèixer en una pel·lícula de 1971 The Point of the Stick, en la qual va il·lustrar la seva tècnica de direcció amb exemples musicals.
En una sessió d'enregistrament lliure l'agost de 1970, Boult va gravar la Tercera Simfonia de Brahms. Això va ser ben rebut i va donar lloc a una sèrie d'enregistraments de Brahms, Wagner, Schubert, Mozart i Beethoven. El seu repertori en general era molt més ampli del que podria suggerir la seva discografia. Va ser una decepció que rarament el convidessin a dirigir a l'òpera, i va gaudir de l'oportunitat de gravar extensos fragments de les òperes de Wagner als anys 70. Després d'haver dirigit diversos ballets al Covent Garden durant la dècada de 1970, Boult va donar la seva última actuació pública dirigint el ballet d'Elgar The Sanguine Fan per al London Festival Ballet al London Coliseum el 24 de juny de 1978. El seu darrer disc, acabat el desembre de 1978, va ser amb música d'Hubert Parry. Boult es va retirar formalment de la direcció el 1981. Va morir a Londres el 1983, a 93 anys, deixant el seu cos a la ciència mèdica.

## La musicalitat
Una ressenya del segon concert de The Observer de Boult a Londres, el 1918, deia: "Tenint, aparentment, un coneixement exhaustiu de l'obra, es va conformar de deixar-la parlar per si mateixa sense recórrer a aquelles ajudes a l'èxit que són una temptació constant dels directors". Seixanta-cinc anys més tard, en un homenatge obituari, Peter Heyworth va escriure al mateix diari: "De Nikisch havia adquirit aviat una tècnica de tall impecable i va ser mordaç amb els directors que utilitzaven la seva anatomia per indicar els seus requisits artístics... En una professió plena d'egos inflats i prestidigitadors circenses, Boult va aportar una rara rectitud a tot el que va emprendre."
El biògraf de Boult, Kennedy, va fer aquest resum: "En la música que més admirava, Boult era sovint un gran director; en la resta, un de molt conscient... Si des del darrere semblava poc emocionant i sense emoció, els músics podien veure l'animació a la seva cara, i era capaç d'esclats de temperament esgarrifosos als assaigs. Alt i recte, amb una mica de l'aparença militar... semblava la personificació del cavaller anglès. Però aquells que eren objecte del seu enginy tallant i ocasional sarcasme sabien que aquesta no era tota la imatge." El Diccionari de Grove deia de la mateixa manera d'ell:
| « | Dels principals directors britànics del seu temps, Boult va ser el menys sensacional però no el menys destacable. No va intentar cultivar una imatge pública. No era ni oracle, ni orador, ni humorista professional, però s'expressava amb contundència, i el seu autocontrol de cavaller de vegades es veia alterat per tempestes de ràbia. ... Hi havia nits en què l'impacte físic de la seva direcció era baix, i hi havia poc més que fidelitat a les notes. Hi havia altres ocasions en què la tècnica precisa i sensible de la batuta, la lleialtat al compositor, la desinteressada capacitat de veure la música com un tot, produïen resultats igualment satisfactoris tant en els clàssics com en la música britànica que coneixia tan bé. | » |

Boult, a diferència de molts dels seus contemporanis, preferia la disposició orquestral tradicional, amb primers violins a l'esquerra del director i els segons a la dreta. Sobre la disposició moderna amb tots els violins a l'esquerra, va escriure: "La nova disposició és, he de reconèixer, més fàcils per al director i els segons violins, però afirmo fermament que els segons violins sonen molt millor a la dreta... Quan la nova moda ens va arribar des d'Amèrica cap al 1908, va ser adoptada per alguns directors, però Richter, Weingartner, Walter, Toscanini i molts altres van mantenir el que crec que és l'equilibri correcte."
Aquesta cura per l'equilibri va ser una característica important de la creació musical de Boult. Els músics d'orquestra durant dècades van comentar la seva insistència que s'hauria d'escoltar sense dificultats totes les parts importants. El seu violista principal de la BBC va escriure l'any 1938: "Si un músic de vent-fusta s'ha de queixar que ja ha estat bufant "fins a rebentar", hi ha problemes per a algú." El trombonista Raymond Premru va escriure quaranta anys més tard: "Un de la vella escola, com Boult, és molt refrescant perquè reduirà el nivell dinàmic: '"No, no, pianissimo, cordes, deixeu passar el solista, menys de tothom. Aquesta és la idea antiga d'equilibri. Aquesta és la vella idea de l'equilibri".
Com a pedagog, Boult va influir en diverses generacions de músics, començant per la seva classe de direcció al Royal College of Music de Londres, que va dirigir entre 1919 i 1930. Com que no s'havien fet classes d'aquest tipus a la Gran Bretanya, Boult "va crear el seu currículum a partir de la seva pròpia experiència... D'aquella primera petita classe ha sorgit tota la formació formal posterior per a directors a tota la Gran Bretanya." A la dècada de 1930, Boult va organitzar una sèrie de "conferències per a directors" a la seva casa de camp prop de Guildford, de vegades ajudat per Vaughan Williams que vivia a pocs quilòmetres. Del 1962 al 1966 va tornar a ensenyar al Royal College of Music. Més tard, va dedicar temps per a joves directors que van buscar el seu consell. Entre els que van estudiar o van ser influenciats per Boult hi havia Colin Davis, James Loughran, Richard Hickox i Vernon Handley. L'últim no només va ser deixeble de Boult, sinó que va actuar com el seu assistent musical en moltes ocasions.

## Honors i memorials

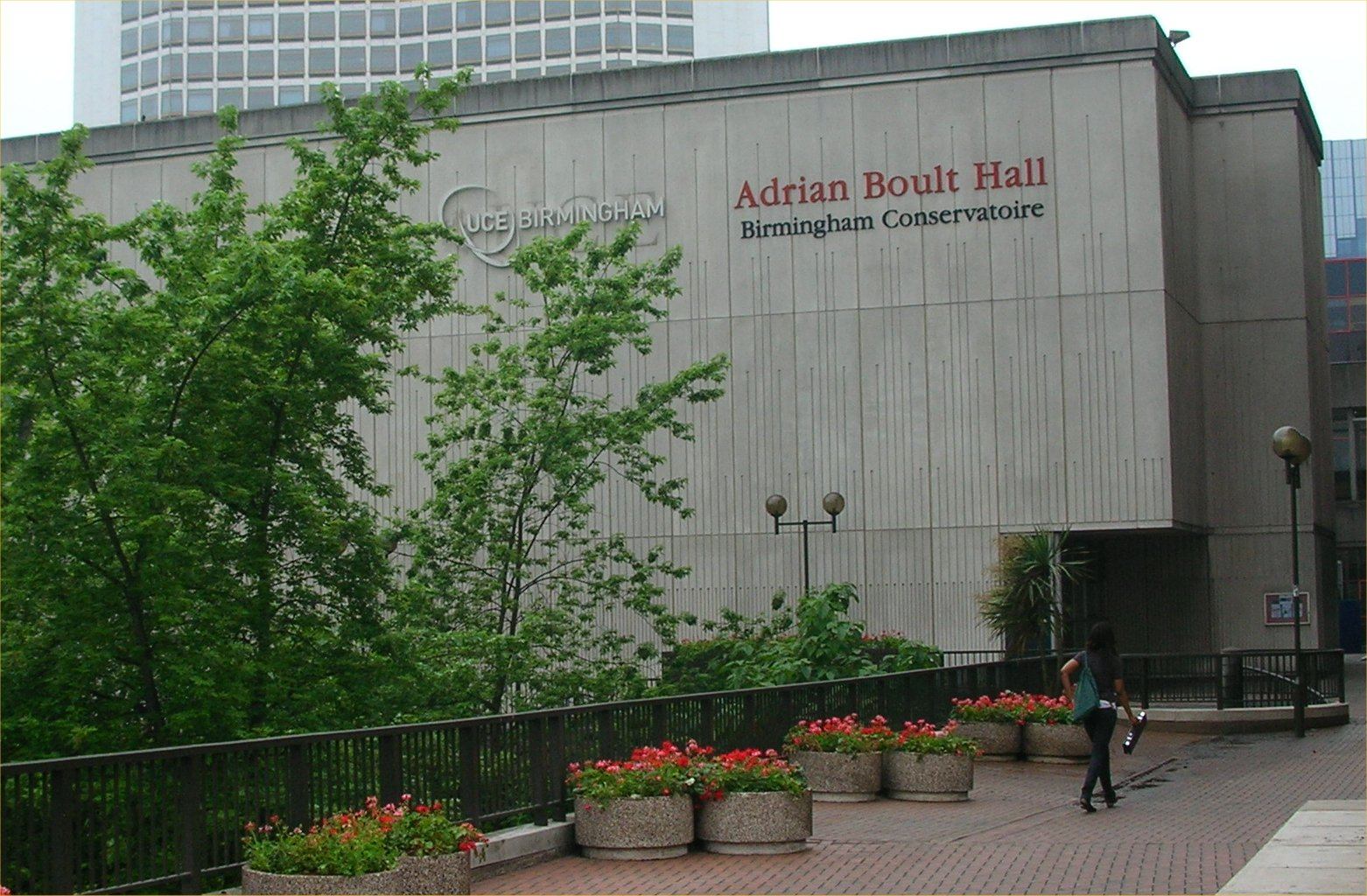
Adrian Boult Hall, Birmingham

Boult va rebre el títol de Knight Bachelor el 1937 i el de Membre de l'Ordre dels Companys d'Honor (CH) el 1969. Va rebre la medalla d'or de la Royal Philharmonic Society el 1944 i la medalla del Harvard Glee Club (juntament amb Vaughan Williams) el 1956. Va rebre títols honorífics i beques de 13 universitats i conservatoris. El 1951 va ser convidat a ser el primer president de la Societat Elgar. El 1959 va ser nomenat president de la Royal Scottish Academy of Music. Al passadís nord del cor de l'Abadia de Westminster hi ha una petita pedra commemorativa de Boult que es va inaugurar el 8 d'abril de 1984.
L'antiga escola de Boult, Westminster, té un centre de música anomenat en el seu honor, i el Royal Birmingham Conservatoire inclòs a la seva casa l'⁣Adrian Boult Hall. La sala s'utilitzava per a concerts clàssics, altres actuacions musicals i conferències. La sala va ser enderrocada el juny de 2016 com a part d'un projecte de reurbanització.
Al número de juny de 2013 de Gramophone, Boult es va afegir al Saló de la Fama de la revista que reconeix els músics que han tingut un impacte durador en el món de la música clàssica gravada.

## Enregistraments
Boult va ser un artista discogràfic prolífic. A diferència de molts músics, se sentia còmode a l'estudi de gravació i, de fet, preferia treballar sense públic. La seva carrera discogràfica va allargar-se des dels dies de l'enregistrament acústic fins a l'inici de l'era digital. El seu darrer enregistrament de The Planets realitzat el maig de 1978 va ser gravat en so digital experimental, encara que problemes tècnics van portar a EMI a publicar una versió analògica.
Els enregistraments de Boult es divideixen en tres períodes principals. En el primer, des de 1920 fins a finals de la dècada de 1940, va gravar gairebé exclusivament per a HMV/EMI. A la dècada de 1950 i principis de 1960, va ser menys sol·licitat per les grans discogràfiques, i encara que va fer un nombre substancial de discos per a Decca, va gravar sobretot per a segells més petits, principalment Pye Nixa. El seu darrer període, a partir de mitjans dels anys 60, de vegades conegut com el seu "estiuet de sant Martí", ho va tornar a fer amb HMV. Amb els seus col·laboradors habituals, el productor Christopher Bishop i l'enginyer Christopher Parker, va realitzar més de seixanta enregistraments, tornant a gravar gran part del seu repertori clau en estèreo. També va afegir moltes obres a la seva discografia que no havia enregistrat abans.
Dels compositors britànics, Boult va gravar àmpliament i, de vegades, va tornar a gravar obres importants d'Elgar i Vaughan Williams. Va gravar les vuit simfonies existents aleshores de Vaughan Williams per a Decca Records a la dècada de 1950 amb l'LPO, en presència del compositor. El productor de la gravació, John Culshaw, va escriure que el compositor "va dir molt poc durant les sessions perquè estava totalment d'acord amb l'enfocament de Sir Adrian a la seva música". Vaughan Williams havia d'haver estat present per al primer enregistrament de la seva Novena Simfonia, per a Everest Records el 1958, però va morir la nit abans de la sessió; Boult va gravar una breu introducció com a homenatge commemoratiu. Tots aquests enregistraments s'han reeditat en CD. A la dècada de 1960, Boult va tornar a gravar les nou simfonies per a EMI.
Altres compositors britànics que figuren de manera significativa a la discografia de Boult inclouen Holst, Ireland, Parry i Walton. Malgrat la seva reputació com a pioner a la Gran Bretanya de les obres de la Segona Escola Vienesa i d'altres compositors d'avantguarda, les discogràfiques, a diferència de la BBC, es van mantenir prudents a l'hora d'enregistrar-lo en aquest repertori, i només un únic enregistrament d'una peça de Berg representa aquest costat de l'obra de Boult. En el nucli del repertori orquestral continental, els enregistraments de Boult de les quatre simfonies de Brahms i la Simfonia en do major de Schubert es van celebrar en vida i han romàs als catàlegs durant les tres dècades posteriors a la seva mort. Al final de la seva carrera discogràfica va gravar quatre discos amb fragments de les òperes de Wagner, que van rebre grans elogis de la crítica. L'excepcional amplitud del repertori de Boult ha deixat alguns enregistraments ben considerats d'obres no associades immediatament a ell, entre les quals es troben versions de les Ouvertures de Berlioz (enregistrades el 1956), la Simfonia de Franck (enregistrades el 1959), el Concert per a violoncel de Dvořák amb Mstislav Rostropóvitx (1958), i un enregistrament pioner de la Tercera Simfonia de Mahler gravat en directe el 1947.